# سوتلانا خانومیان
سوتلانا روبنی خانومیان (ارمنی: Սվետլանա Ռուբենի Խանումյան؛ انگلیسی: Svetlana Khanumyan زادهٔ ۲۸ ژانویهٔ ۱۹۴۳ - درگذشته ۲۵ سپتامبر ۲۰۰۹) یک فیلسوف و راوی اهل ارمنستان بود.

## زندگی‌نامه
در ۲۸ ژانویهٔ ۱۹۴۳ در خاشتاراک به دنیا آمد و از دانشگاه دولتی ایروان (۱۹۶۵) فارغ‌التحصیل شد.  وی در دانشگاه دولتی ایروان (۱۹۶۵) و رادیوی عمومی ارمنستان (۱۹۹۶–۲۰۰۳) فعالیت می‌کرد. وی در ۲۵ سپتامبر ۲۰۰۹ در سن ۶۶ سالگی در ایروان درگذشت.

## یادداشت
1. ↑  փիլիսոփայական գիտությունների թեկնածու
2. ↑  ասմունքող